# Резня в Игровице
Резня в Игровице  (пол. Zbrodnia w Ihrowicy) — массовое уничтожение бойцами УПА польского гражданского населения в населённом пункте Игровица Тернопольской области Украины, происходившее 24 декабря 1944 года.

## Предыстория
До войны Игровица была деревней, в которой проживали как поляки, так и украинцы. На рубеже 1944-1945 годов УПА совершила ряд нападений на польские села в Тернопольской области и хотя тогда антипольские акции УПА пошли на спад, напасть на Игровицу, вероятно повлияло настояние местных командиров УПА, которые жаловались на деятельность истребительных батальонов, укомплектованных поляками. Ведь часть атак были направлены собственно на те населенные пункты, где существовали ИБ. 
17 декабря 1944 года в самом центре Игровицы, возле здания Народного дома, часть которого использовалась для хранения зерна, были застрелены два поляка, это зерно охраняющие. После нападения 17 декабря в Игровищу было отправлено отделение истребительного батальона НКВД, командование которого находилось в селе Великий Глубочёк. Лейтенант Демьяненко, сержант Семёнов и восемь бойцов (в основном из местного населения) организовали патрулирование села и округи, а штаб отделения разместился в Народном доме.
Для нападения на село УПА выделила сотню «Бурлаки» (ТО-16 «Серет», ВО-3 «Лысоня») под командованием Ивана Семчишина-«Чёрного».  Вместе с ними были «секирники» — вооружённые топорами, косами и другими сельхозорудиями украинские крестьяне, как из самой Игровицы, так и из окружающих сёл.

## Ход бойни
УПА напала на село в тот момент, когда жители уселись за рождественский ужин. Патрульные ИБ на окраине села заранее увидели наступление партизан. В перестрелке погиб один солдат ИБ, ещё один попал в плен и был казнён (ему отрубили голову). Двое уцелевших бойцов ИБ побежали за подмогой в село Великий Глубочёк.
Ворвавшись в село, националисты сначала атаковали заставу ИБ, в которой находилось всего шесть бойцов, но её захватить так и не удалось. Тогда нападавшие разделились на группы и принялись орудовать в польских домах. Пришедшие за отрядом УПА местные украинские крестьяне грабили имущество поляков и поджигали дома. По воспоминаниям Яна Бяловонса, атакующие хорошо знали топографию села, и в первую очередь убивали поляков, стоявших на патриотических позициях. Одним из первых погиб священник Станислав Щепанкевич вместе с матерью, родными братьями и сестрами. Незадолго до гибели он поднял тревогу, позвонив в колокол, благодаря этому некоторым жителям Игровицы удалось бежать. Некоторые местные украинцы помогали полякам, укрывая их в собственных домах, рискуя жизнью.
На следующий день выжившие поляки вернулись в село, собрали тела жертв и на санях отвезли их на местное кладбище. Список убитых был составлен Игнацием Наконечным и Гжегожем Блашкевичем во время захоронения тел, его заверил бывший игровицкий священник о. Валериан Дзюниковский. Согласно ему, 24 декабря 1944 года в Игровице было убито 77 человек и 4 человека еще до трагического Сочельника. При этом позже в селе было убито ещё 8 поляков и выходцев из смешанных польско-украинских семей — то есть общее число жертв бандеровцев составило 89 человек. Согласно историческим материалам НКВД, в Игровице 24 декабря 1944-го погибло 67 поляков.
После нападения боевиков УПА на Игровицу советские власти не проводили никакого расследования, в результате чего местные украинцы, замешанные в убийствах, чувствовали себя безнаказанными. Нет также объяснения тому, почему в село не прибыло подкрепление из Великого Глубочка, где базировался истребительный батальон.
Ответственный за резню в Игровице курень «Бурлаки» до конца 1944 года совершил ещё одну расправу над поляками. В ночь с 28 на 29 декабря в селе Лозовая, также неподалёку от Тернополя, от рук бандеровцев погиб 131 поляк. В документах УПА эта бойня именуется «ликвидацией польско-большевистского центра».